# Єрьоменко Сергій Олексійович
Сергій Олексійович Єрьоменко (фін. Sergei Eremenko, нар. 6 січня 1999 року, Якобстад, Фінляндія) ― фінський і російський футболіст, півзахисник клубу «Спартакс», на правах оренди грає за фінський «АС Оулу». Виступав за юнацькі збірні Фінляндії.

## Кар'єра

### Клубна кар'єра
Дебютував у великому футболі в 15 років в команді «Яро», якою керував його батько: 6 липня 2014 року на 78-й хвилині матчу чемпіонату Фінляндії проти «ВПС» замінив Маркуса Кронгольма. Дебют юніора відбувся через брак здорових гравців у команді.
28 лютого 2015 року в матчі Кубка ліги проти клубу «СІК» (3:4) забив свої перші голи в дорослому футболі, відзначившись дублем. У сезоні 2015 року зіграв 19 матчів і забив 2 голи у чемпіонаті. У Фінляндії вважалося, що Сергій постійно виходить на поле тільки через посаду батька. У відповідь Єрьоменко-старший заявляв, що син виглядає не гірше своїх старших партнерів по команді.
У серпні 2016 року перейшов в «Базель». Виступав за юнацьку команду «Базеля» в молодіжній першості і Юнацькій лізі УЄФА, а також за фарм-клуб під назвою «Базель II», який грає в третій лізі Швейцарії. У 2016 році був номінований на премію Golden Boy, де змагався з такими гравцями, як Джанлуїджі Доннарумма, Ренату Санчеш, Емре Мор та ін.
5 лютого 2018 року московський «Спартак» оголосив про перехід на правах оренди Єрьоменка з юрмальського «Спартакса». Орендна угода з гравцем була розрахована до 31 грудня 2018 року.
У трансферне вікно латвійський клуб викупив права на Єрьоменка у «Базеля». Однією з версій такого оформлення переходу вказується штучне зменшення суми компенсації, яку мав отримати перший клуб Олексія ― «Яро». Агентом Єрьоменка і співвласником «Спартакса» є товариш колишнього головного тренера московського «Спартака» Массімо Каррери ― Марко Трабуккі.
У «Спартаку» Єрьоменко став виступати за молодіжний і другий склади клубу. 11 квітня 2018 дебютував за «Спартак-2» в ФНЛ, вийшовши на заміну на 76-й хвилині в домашній зустрічі проти ФК «Том» (2:1). 31 грудня 2018 роки гравець покинув московський «Спартак» у звя'зку з закінченням орендної угоди.
25 січня 2019 року на правах оренди перейшов в фінський «СІК», орендну угоду було розраховано до 31 грудня 2019. Влітку 2019 року повернувся в юрмальський клуб і дебютував в його складі в чемпіонаті Латвії. Всього за латвійський клуб Сергій провів 24 матчі за 2 сезони, в яких забив один гол і віддав одну гольову передачу.
16 жовтня 2020 року було оголошено про те, що півзахисник продовжить кар'єру в «Оренбурзі».

### Кар'єра в збірній
Мав досвід виступу за юнацькі (U-17, U-18 та U-19) збірні Фінляндії.
16 березня 2018 року Футбольна асоціація Фінляндії оголосила про те, що Єрьоменко відмовляється від подальших виступів за Фінляндію, оскільки хоче грати в майбутньому за збірну Росії. Заявка про зміну футбольного громадянства гравцем була подана в ФІФА.

## Статистика

### Клубна статистика
Станом на 15 квітня 2021
| Сезон   | Команда     | Матчі в національних чемпіонатах | Голи   | ГП     | ЖК     | ЧК     | Матчі в національних кубках | Голи   | ГП     | ЖК     | ЧК     | Всього матчів за сезон | Голи | ГП | ЖК | ЧК |
| ------- | ----------- | -------------------------------- | ------ | ------ | ------ | ------ | --------------------------- | ------ | ------ | ------ | ------ | ---------------------- | ---- | -- | -- | -- |
| 2013/14 | «Яро»       | 2                                | -      | -      | -      | -      | -                           | -      | -      | -      | -      | 2                      | -    | -  | -  | -  |
| 2014/15 | «Яро»       | 19                               | 2      | -      | 2      | -      | 3                           | 2      | -      | -      | -      | 25                     | 4    | -  | 3  | -  |
| 2014/15 | «ЯБК»       | 3                                | -      | -      | 1      | -      | -                           | -      | -      | -      | -      | 25                     | 4    | -  | 3  | -  |
| 2015/16 | «Яро»       | 11                               | -      | -      | -      | -      | 2                           | 1      | -      | -      | -      | 13                     | 1    | -  | -  | -  |
| 2016/17 | «Базель»    | -                                | -      | -      | -      | -      | -                           | -      | -      | -      | -      | 14                     | 4    | -  | 2  | -  |
| 2016/17 | «Базель ІІ» | 14                               | 4      | -      | 2      | -      | -                           | -      | -      | -      | -      | 14                     | 4    | -  | 2  | -  |
| 2017/18 | «Базель ІІ» | 9                                | -      | 1      | -      | -      | -                           | -      | -      | -      | -      | 14                     | -    | 1  | -  | -  |
| 2017/18 | «Спартак»   | -                                | -      | -      | -      | -      | -                           | -      | -      | -      | -      | 14                     | -    | 1  | -  | -  |
| 2017/18 | «Спартак-2» | 5                                | -      | -      | -      | -      | -                           | -      | -      | -      | -      | 14                     | -    | 1  | -  | -  |
| 2018/19 | «Спартак-2» | 17                               | 1      | -      | -      | -      | -                           | -      | -      | -      | -      | 42                     | 2    | 3  | 1  | -  |
| 2018/19 | «СІК»       | 14                               | -      | 1      | 1      | -      | 4                           | -      | 2      | -      | -      | 42                     | 2    | 3  | 1  | -  |
| 2018/19 | «Спартакс»  | 7                                | 1      | -      | -      | -      | -                           | -      | -      | -      | -      | 42                     | 2    | 3  | 1  | -  |
| 2019/20 | «Спартакс»  | 16                               | -      | 2      | 2      | -      | -                           | -      | -      | -      | -      | 16                     | -    | 2  | 2  | -  |
| 2020/21 | «Оренбург»  | -                                | -      | -      | -      | -      | 1                           | -      | -      | -      | -      | 1                      | -    | -  | -  | -  |
| Всього  | Всього      | Всього                           | Всього | Всього | Всього | Всього | Всього                      | Всього | Всього | Всього | Всього | 127                    | 11   | 6  | 8  | -  |

### Статистика в збірних
Станом на 15 квітня 2021

## Сім'я
Сергій родом з футбольної сім'ї: батько півзахисника ― Олексій Єрьоменко-старший, відомий у минулому футболіст, один із найкращих фінських футболістів в історії. Також має братів ― Романа Єрьоменка та Олексія Єрьоменка-молодшого, які також є професійними футболістами. Мати Сергія ― осетинка за національністю.